# Дверцы (село)
Дверцы (укр. Двірці) — село в Нараевской сельской общине Тернопольского района Тернопольской области Украины.
До 2020 года входило в Бережанский район.
Код КОАТУУ — 6120487003. Население по переписи 2001 года составляло 194 человека.

## Географическое положение
Село Дверцы находится на правом берегу реки Золотая Липа,
выше по течению примыкает село Стрыганцы,
ниже по течению на расстоянии в 2 км расположено село Бище.

## История
- 1454 год — дата основания.